# 今村嘉雄
今村嘉雄（いまむら よしお、1903年12月20日 - 1997年11月19日）は、日本の体育史・剣術研究家。

## 人物・来歴
高知県出身。号は雨嶽、抱川。1932年東京文理科大学教育学科卒、1961年「十九世紀における日本体育の研究」で東京教育大学文学博士。1942年東京高等師範学校教授、1949年東京教育大学教授、のち体育学部長、63年名誉教授。専修大学教授、日本体育指導者連盟理事長、日本武道学会会長、日本学校体育研究連合会会長などを務めた。この間、東京体育専門学校長を兼任。1974年勲三等旭日中綬章受勲。
柳生家の剣術についても研究した。

## 著書
- 『体育概史』第一相互出版社、1935年。
- 『文部省新制学校体操新指導』三友社、1936年。
- 『細目式体操指導 尋1至尋6篇  第1・2編』成美堂、1937年。
- 『細目式体操指導 尋1至尋6篇  第3・4編』成美堂、1937年。
- 『細目式体操指導 尋1至尋6篇  第5・6編』成美堂、1937年。
- 『体操科指導概論 高1（新高等小学講座）』成美堂書店、1937年。
- 『學校體育指導要綱解説 第4 遊戲篇』目黑書店、1947年。
- 『体育の検査と測定  特にスポ-ツの評價法』（松田岩男、宇土正彦 共著）草美社、1948年。
  - 『体育の検査と測定』大空社〈戦後体育基本資料集 第12巻〉、1995年。ISBN 4-7568-0075-0。
- 『近世日本體育概史』草美社、1948年。
  - 『近世日本體育概史』草美社、1949年。
  - 『近世日本体育概史』（改版）日本体育社、1953年。
  - 『近世日本体育概史』大空社〈戦後体育基本資料集 第16巻〉、1996年。ISBN 4-7568-0076-9。
- 『西洋體育史 上』明星社、1948年。
  - 『西洋体育史 上』大空社〈戦後体育基本資料集 第17巻〉、1996年。ISBN 4-7568-0076-9。
西洋体育史. 上（明星社、昭和23年刊）の複製。
- 『西洋體育史 下』明星社、1949年。
  - 『西洋体育史 下』大空社〈戦後体育基本資料集 第18巻〉、1996年。ISBN 4-7568-0076-9。
西洋体育史. 下（明星社、昭和24年刊）の複製。
- 『西洋体育史』日本体育社、1953年。
- 『日本体育史』金子書房、1951年。
  - 『日本体育史』大空社〈戦後体育基本資料集 第15巻〉、1995年。ISBN 4-7568-0075-0。
- 『体育学講座 v. 6 (體育史)』（日本體育指導者連盟 編）日本スポーツ出版協會、1949年。
- 『体育原理 体育史』（日本體育指導者連盟 編）体育の科学社〈体育学講座 第1巻〉、1951年、99-168頁。
- 『小学校の体育教材』金子書房, 1950
- 『体育の歴史』大修館書店, 1954
- 『十九世紀に於ける日本体育の研究』不昧堂書店, 1967 第一書房、1989
- 『学校体育の父リーランド博士』不昧堂書店, 1968
- 『図説日本剣豪史』新人物往来社, 1971
- 『柳生一族 新陰流の系譜』新人物往来社, 1971　『定本大和柳生一族 新陰流の系譜』新人物往来社, 1994.3
- 『柳生遺聞』エルム, 1974

### 共編著
- 『新小學校體育』野口源三郎,中島海共著 敎育科學社, 1948
- 『體育の檢査と測定 特にスポーツの評價法』松田岩男,宇土正彦共著 草美社, 1948　大空社
- 『体育教室』野口源三郎共編. 金子書房, 1949
- 『体育簿 中學校男子用』前川峯雄, 香川縣体育指導者連盟共著 四國圖書出版, 1949
- 『保健体育学大系 第1巻  身心のはたらき』今村嘉雄 等著 中山書店, 1957
- 『保健体育学大系 第5巻 発達と体育』今村嘉雄 等著 中山書店, 1957
- 『ソ連の体育とスポーツ』 (現代世界体育シリーズ) 富山清共著. 大修館書店, 1958
- 『体育史資料年表』編. 不昧堂書店, 1963
- 『運動界 (第二次) 記事索引目録』伊東明,阿部馨,森昭共編 文化書房 1963.11
- 『日本武道全集』全7巻 小笠原清信,岸野雄三共編. 人物往来社, 1966-67
- 『史料柳生新陰流』編. 人物往来社, 1967
- 『新修体育大辞典』編集者代表: 今村, 宮畑虎彦. 不昧堂出版, 1976
- 『日本武道大系 第1-3巻 剣術』編著 同朋舎出版, 1982.6
- 『日本武道大系 第10巻  武道の歴史』今村嘉雄 [ほか]著 同朋舎出版, 1982.8
- 『日本武道大系 第9巻 武芸随筆』編 同朋舎出版, 1982.8
- 『近代剣道名著大系』全14巻 大島功・庄子宗光・中林信二共総監修. 同朋舎出版, 1985-86
- 『武道歌撰集』編. 第一書房, 1989.

### 翻訳
- ジョージ・T.スタッフォード, レイ・O.ダンカン『スポーツ基本運動 (講談社スポーツ叢書) 大日本雄弁会講談社, 1952
- ヒルダ・クリュト・コズマン 等編『体育と民主的人間関係』[第1-2] 抄訳. 体育の科学社, 1953-54
- ジャクソン・R.シャーマン『近代体育原理』新思潮社, 1953
- エミット・A.ライス原著, ジョン・L.ハッチンスン改訂『世界体育史』石井トミ共訳. 不昧堂書店, 1954
- アメリカ健康体育レクリエーシヨン協会全米女子スポーツ部編『女子スポーツの基準と管理 (体育シリーズ) 石井トミ共訳. 杏林書院体育の科学社, 1955

### 校注
- 柳生三厳『月之抄』校註 野島出版, 1971